# François Kouyami
François Kouyami, né le 29 janvier 1942 à Cotonou et mort le 17 octobre 2024 à Argenteuil,,, est une personnalité de l’armée béninoise pendant la période révolutionnaire 1972-1990. Il est plusieurs fois ministre.

## Biographie

### Carrière
Après le coup d’État du 26 octobre 1972, François Kouyami est nommé directeur de la sûreté nationale à l’occasion du premier conseil des ministres du Gouvernement militaire révolutionnaire, puis est nommé ministre de la Fonction publique du 29 janvier au 16 avril 1975, celui de la Jeunesse, de la Culture populaire et des Sports durant plus de quatre années. Sous la présidence de Nicéphore Soglo, il est nommé directeur de la gendarmerie nationale. Le 2 avril 1996, il est fait général de brigade et ensuite admis à la retraite,,,. François Kouyami est candidat à la présidentielle au bénin en 2001.

## Œuvres
En janvier 2011, François Kouyami publie le livre Affaires d'Etat au Benin - le General François Kouyami Parle... dans lequel il se prononce sur de nombreux dossiers importants de l’histoire récente du Bénin.